# Wanswerd
Wanswerd (officieel, Fries: Wânswert, [’vɔ:ⁿzvət]) is een dorp in de gemeente Noardeast-Fryslân, in de Nederlandse provincie Friesland. Tot 2019 lag Wanswerd in de gemeente Ferwerderadeel. Wanswerd ligt ten noordoosten van Leeuwarden, tussen Birdaard en Marrum. Het dorp ligt aan een opvaart. In 2023 telde het dorp 235 inwoners.

## Geschiedenis
Uit archeologische vondsten in Wanswerd blijkt dat er tussen het 8e millennium v.Chr. en 3e millennium v.Chr. jagers in het gebied hebben gewoond. Wanswerd werd permanent bewoond sinds de Germaanse tijd; in het begin van de christelijke jaartelling werd een terp opgeworpen.
In de 13e eeuw werd de plaats vermeld als Wandelswert, in 1335 als Wandelsweert, vanaf de 15e eeuw kwamen spellingsvarianten voor als Wanswert, Wanswerd, Wanswird, Waenswirt, Wansward en Wanswart. De naam duidt waarschijnlijk op een bewoonde hoogte (wert) van de persoon Wandilo. De opvatting dat de plaatsnaam verwijst naar de Germaanse god Wodan is onwaarschijnlijk.
Sinds 1 januari 1999 is de officiële naam van het dorp het Friestalige Wânswert.

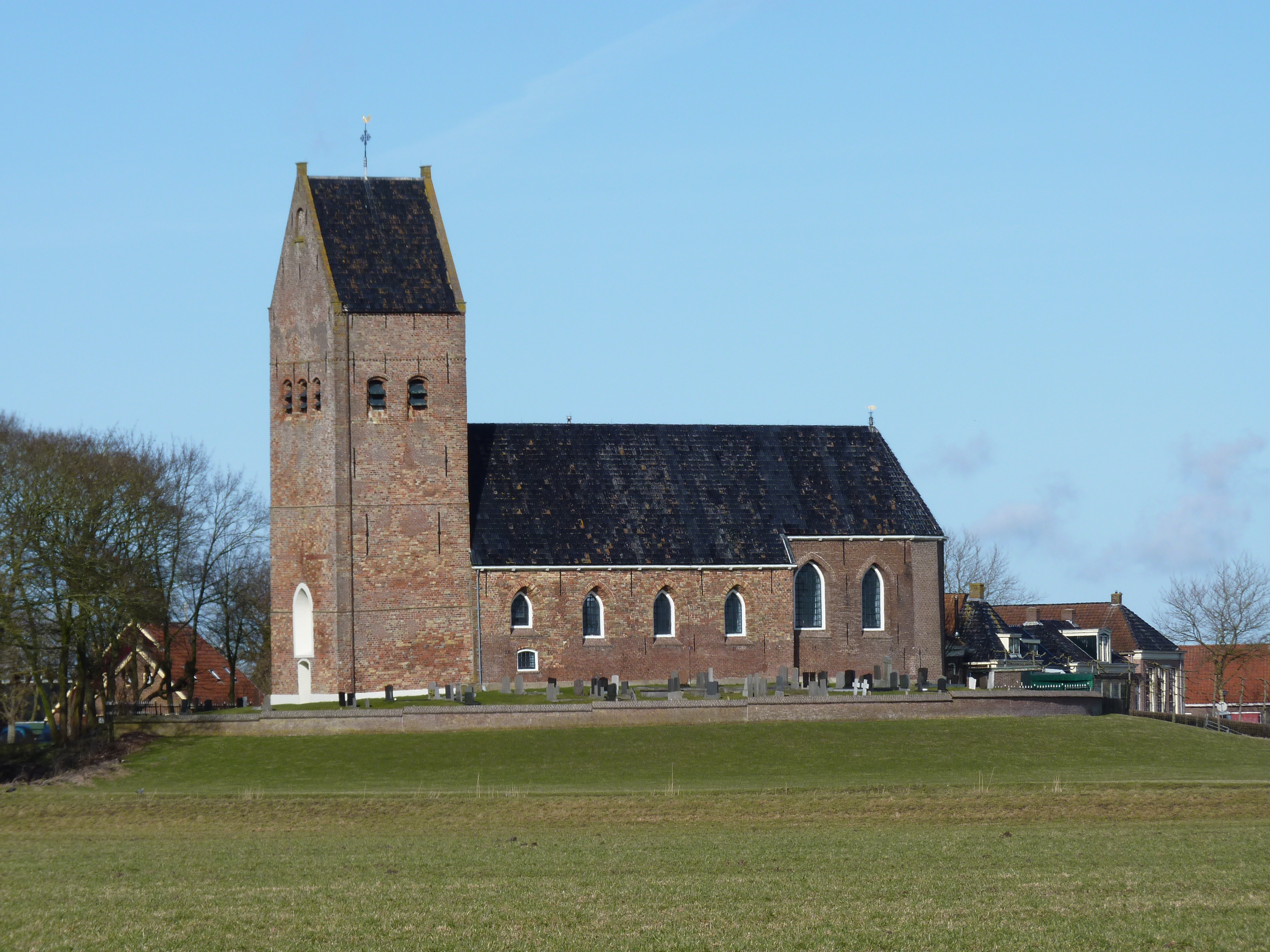
Petruskerk

## Kerk
De kerk van het dorp, de Petruskerk is een eenbeukige kerk met een zadeldaktoren uit de 16e eeuw. Twee eeuwen later kreeg de kerk een nieuwe kap met tongewelf. De kerk was oorspronkelijk gewijd aan Petrus.

## Molen

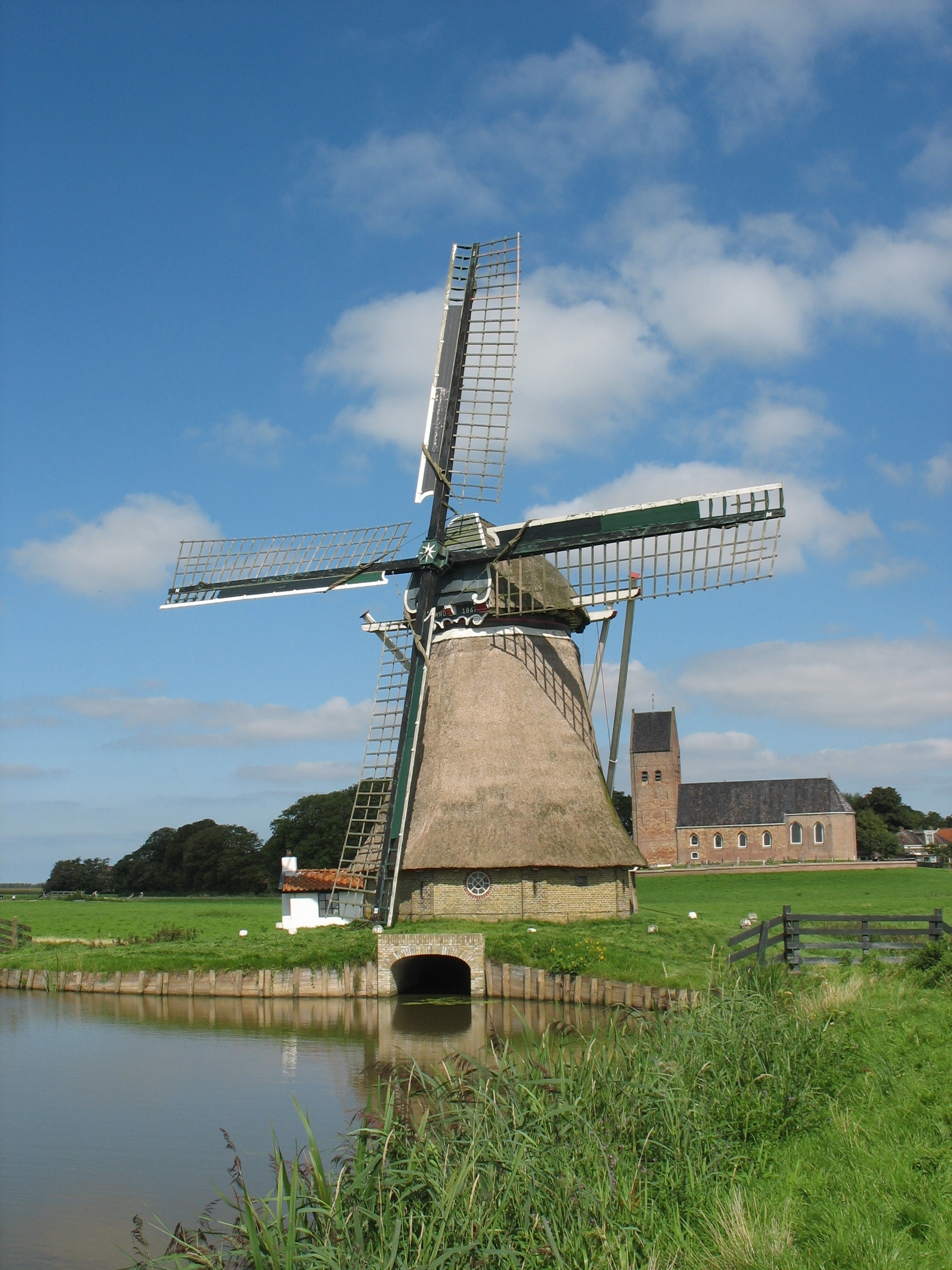
Molen Victor

Ten zuiden van het dorp staat de poldermolen Victor. Deze grondzeiler werd in 1867 gebouwd, als vervanging van zes kleinere poldermolens en drie tjaskers bij de polder die hij bemaalt.

## Cultuur
In Wanswerd is een dorpshuis, Eldorado geheten, dat is gevestigd in het voormalige schoolgebouw. Verder is er in het dorp een muziekvereniging Concordia, een toneelvereniging De Trochsetters en een dorpskrant.

## Bevolkingsontwikkeling
| 1999 | 2002 | 2004 | 2014 | 2018 | 2019 | 2021 | 2023 |
| ---- | ---- | ---- | ---- | ---- | ---- | ---- | ---- |
| 190  | 214  | 213  | 204  | 200  | 205  | 220  | 235  |

## Geboren
- Wijtske van Dijk-Meindersma (1902-2010), van 16 oktober 2009 tot 10 november 2010 de oudste inwoner van Nederland